# Ceratinopsis idanrensis
Ceratinopsis idanrensis là một loài nhện trong họ Linyphiidae.
Loài này thuộc chi Ceratinopsis. Ceratinopsis idanrensis được George Hazelwood Locket & Anthony Russell-Smith miêu tả năm 1980.